# Галешу (Арђеш)
Галешу (рум. Galeșu) насеље је у Румунији у округу Арђеш у општини Брадулец. Oпштина се налази на надморској висини од 678 m.

## Становништво
Према подацима из 2002. године у насељу је живело 513 становника, од којих су сви румунске националности.